# Alternaria selini
Alternaria selini är en svampart som beskrevs av E.G. Simmons 1995. Alternaria selini ingår i släktet Alternaria och familjen Pleosporaceae.   Inga underarter finns listade i Catalogue of Life.